# No Ordinary Love
Pour le film du même nom, voir No Ordinary Love (film).
Singles de Sade
Haunt Me (en)
(1989) Feel No Pain
(1992)
Clip vidéo
[vidéo] « No Ordinary Love », sur YouTube
No Ordinary Love est une chanson du groupe britannique Sade de leur quatrième album Love Deluxe. La chanson est écrite par Sade Adu et Stuart Matthewman. Elle est sortie le 28 septembre 1992 en tant que premier single de l'album.
La chanson a initialement atteint la 26e place au Royaume-Uni. Lors de sa réédition en juin 1993, No Ordinary Love atteint la 14e place sur le UK Singles Chart. En 1994, la chanson a remporté le prix Grammy de la meilleure prestation vocale R&B par un duo ou un groupe. Dans le clip vidéo de No Ordinary Love, Sade Adu joue une sirène et une mariée.

## Accueil commercial
La chanson a notamment atteint la quatrième place en Italie, la 17e en Nouvelle-Zélande, la 19e aux Pays-Bas et la 26e place au Royaume-Uni. Elle a atteint la 15e place au Canada et la 28e place aux États-Unis. Lors de sa réédition en juin 1993, No Ordinary Love a atteint la 14e place sur le UK Singles Chart et la 21e place en Australie.

## Clip vidéo
Le clip de No Ordinary Love a été réalisé par la réalisatrice anglaise de clips vidéo musicaux Sophie Muller. Le clip présente Sade en tant que sirène et une mariée.

## Postérité
En 2012, le magazine Complex a placé No Ordinary Love à la 43e place de son classement des « meilleures chansons R&B des années 1990 ». En 2017, le magazine Spin a classé la chanson à la 15e place sur le classement des « 30 meilleures chansons R&B des années 90 ».

## Liste des titres
| 1. | No Ordinary Love                 | 5:22 |
| 2. | Paradise (Remix)                 | 5:40 |
| 3. | No Ordinary Love (version album) | 7:18 |

| A. | No Ordinary Love | 5:22 |
| B. | Paradise (Remix) | 5:40 |

| A1. | No Ordinary Love (version album) | 7:18 |
| B1. | Paradise (Remix)                 | 5:40 |
| B2. | Paradise (Drums and Sade)        | 5:40 |

## Crédits
Crédits adaptés de Discogs.
- Sade Adu – voix, écriture
- Stuart Matthewman – écriture
- Sade – production
- Mike Pela – ingénieur du son
- Chris Roberts – photographie
- Michael Nash Assoc. – conception

## Classements et certifications
| Classement (1992–93)                   | Meilleure position |
| -------------------------------------- | ------------------ |
| Allemagne (GfK Entertainment)          | 43                 |
| Australie (ARIA)                       | 21                 |
| Belgique (Flandre Ultratop 50 Singles) | 37                 |
| Canada (Top Singles)                   | 15                 |
| Canada (Adult Contemporary Tracks)     | 15                 |
| États-Unis (Hot 100)                   | 28                 |
| États-Unis (Adult Contemporary)        | 14                 |
| États-Unis (Hot R&B Singles)           | 9                  |
| États-Unis (Rhythmic Songs)            | 29                 |
| États-Unis (Cash Box Top 100)          | 21                 |
| États-Unis (Cash Box Top R&B Singles)  | 11                 |
| Europe (Eurochart Hot 100)             | 26                 |
| Europe (Adult Contemporary)            | 1                  |
| Europe (European Dance Radio)          | 9                  |
| Finlande (Suomen virallinen lista)     | 19                 |
| France (SNEP)                          | 20                 |
| Grèce (Pop + Rock)                     | 5                  |
| Italie (Musica e dischi)               | 4                  |
| Nouvelle-Zélande (RMNZ)                | 17                 |
| Pays-Bas (Nederlandse Top 40)          | 19                 |
| Pays-Bas (Single Top 100)              | 26                 |
| Royaume-Uni (UK Singles Chart)         | 14                 |
| Royaume-Uni (Music Week Dance)         | 22                 |
| Suède (Sverigetopplistan)              | 33                 |
| Suisse (Schweizer Hitparade)           | 23                 |

| Classement (1993)            | Position |
| ---------------------------- | -------- |
| États-Unis (Hot R&B Singles) | 71       |
| Europe (Adult Contemporary)  | 7        |

| Région                                   | Certification | Ventes/Streams |
| ---------------------------------------- | ------------- | -------------- |
| Royaume-Uni (BPI)                        | Argent        | 200 000‡       |
| ‡ventes/streaming selon la certification |               |                |